# Puntius
Puntius è un genere di pesci d'acqua dolce appartenente alla famiglia Cyprinidae.

## Nomenclatura
La classificazione nel nuovo genere Puntius è stata proposta alcune decine di anni fa da un biologo statunitense, L. P. Schultz, che cominciò una lunga distinzione tra le specie del genere Barbus in base alla grandezza delle scaglie e al numero di barbigli. 

Oggi ufficialmente riconosciuto, il genere raggruppa pesci con un apparato buccale privo di barbigli.

## Descrizione
Le specie del genere Puntius tendono ad avere due aspetti tipici: quello dal corpo allungato, con profilo dorsale orizzontale e quello con ventre arcuato e forma quasi romboidale. Tutte le specie sono sprovviste di barbigli, come si è già detto, possiedono scaglie di medio formato e non vi è presenza della pinna adiposa. Le livree sono molto disparate, c'è chi è striato verticalmente, orizzontalmente, chi possiede livree vivaci tendenti al rosso o al verde vivo.  

Le dimensioni variano dai poco più di 2 cm di Puntius mudumalaiensis ai 66 cm di Puntius chelynoides.

## Alimentazione
La dieta varia per ogni specie, ma tendenzialmente si tratta di specie onnivore.

## Acquariofilia
Alcune specie sono allevate in acquario e diffuse commercialmente in tutto il mondo.

## Specie
- Puntius amarus
- Puntius ambassis
- Puntius amphibius
- Puntius anchisporus
- Puntius aphya
- Puntius arenatus
- Puntius arulius
- Puntius asoka
- Puntius assimilis
- Puntius aurotaeniatus
- Puntius bandula
- Puntius banksi
- Puntius bantolanensis
- Puntius baoulan
- Puntius bimaculatus
- Puntius binotatus
- Puntius bramoides
- Puntius brevis
- Puntius bunau
- Puntius burmanicus
- Puntius cataractae
- Puntius chalakkudiensis
- Puntius chelynoides
- Puntius chola
- Puntius clemensi
- Puntius compressiformis
- Puntius conchonius
- Puntius coorgensis
- Puntius crescentus
- Puntius cumingii
- Puntius deccanensis
- Puntius denisonii
- Puntius didi
- Puntius disa
- Puntius dorsalis
- Puntius dorsimaculatus
- Puntius dunckeri
- Puntius endecanalis
- Puntius everetti
- Puntius exclamatio
- Puntius fasciatus
- Puntius filamentosus
- Puntius flavifuscus
- Puntius foerschi
- Puntius fraseri
- Puntius gelius
- Puntius gemellus
- Puntius guganio
- Puntius hemictenus
- Puntius herrei
- Puntius hexazona
- Puntius jacobusboehlkei
- Puntius jayarami
- Puntius johorensis
- Puntius kannikattiensis
- Puntius katolo
- Puntius kuchingensis
- Puntius lanaoensis
- Puntius lateristriga
- Puntius leiacanthus
- Puntius lindog
- Puntius lineatus
- Puntius mahecola
- Puntius manalak
- Puntius manguaoensis
- Puntius manipurensis
- Puntius martenstyni
- Puntius masyai
- Puntius meingangbii
- Puntius microps
- Puntius montanoi
- Puntius morehensis
- Puntius mudumalaiensis
- Puntius muvattupuzhaensis
- Puntius nangalensis
- Puntius narayani
- Puntius nigrofasciatus
- Puntius okae
- Puntius ophicephalus
- Puntius ornatus
- Puntius orphoides
- Puntius pachycheilus
- Puntius padamya
- Puntius parrah
- Puntius partipentazona
- Puntius paucimaculatus
- Puntius pentazona
- Puntius phutunio
- Puntius pleurotaenia
- Puntius punctatus
- Puntius punjabensis
- Puntius puntio
- Puntius rhombeus
- Puntius rhomboocellatus
- Puntius roseipinnis
- Puntius sachsii
- Puntius sahyadriensis
- Puntius sarana
- Puntius schanicus
- Puntius sealei
- Puntius semifasciolatus
- Puntius setnai
- Puntius shalynius
- Puntius sharmai
- Puntius singhala
- Puntius sirang
- Puntius sophore
- Puntius sophoroides
- Puntius spilopterus
- Puntius srilankensis
- Puntius stoliczkanus
- Puntius takhoaensis
- Puntius tambraparniei
- Puntius terio
- Puntius tetrazona
- Puntius tiantian
- Puntius ticto
- Puntius titteya
- Puntius tras
- Puntius trifasciatus
- Puntius tumba
- Puntius vittatus
- Puntius waageni
- Puntius yuensis